# Letiště Maniitsoq
Letiště Maniitsoq (grónsky: Mittarfik Maniitsoq; IATA: JSU, ICAO: BGMQ) je grónské vnitrostátní letiště nacházející se na ostrově Maniitsoq, 0,93 kilometru severozápadně od města Maniitsoq v kraji Qeqqata.

## Historie
Letiště Maniitsoq bylo jedním z letišť, která byla v Grónsku budována v pozdních 90. letech 20. století. Jeho výstavba začala roku 1996 a byla rozdělena mezi tři společnosti, přičemž každá měla na starosti jinou část:
- K. K. Jespersen A/S: Společnost zodpovědná za výstavbu silnice vedoucí k letišti.
- Konsortiet v/Nocon A/S: Spolupráce mezi Nocon A/S (vlastněna norskými společnostmi Selmer A/S a Veidekke A/S) a grónskou Dykkerselskabet Viking. Měla na starosti výstavbu ranveje.
- M-Byg Entreprise A/S: Firma z Maniitsoqu. Byla zodpovědná za konstrukci budov.

Bylo otevřeno 2. října 1999.

## Infrastruktura

### Ranveje
Letiště má asfaltovou přistávací dráhu s délkou 799 metrů a šířkou 30 metrů.

### Doprava
Letiště je spojeno s Maniitsoqem silnicí Mittarfimmut. Je dostupná taxislužba.

## Aerolinie a destinace
Zdroje:
| Letecká společnost | Destinace | Destinace            |
| ------------------ | --------- | -------------------- |
| Air Greenland      | Grónsko   | Kangerlussuaq · Nuuk |